# NGC 1741B
NGC 1741B (другие обозначения — MCG -1-13-45, ARP 259, VV 524, VV 565, HCG 31B, PGC 16570) — спиральная галактика в созвездии Эридана. Пару галактик NGC 1741A и NGC 1741B открыл Эдуар Стефан в 1878 году. Описание Дрейера: «очень тусклый, очень маленький объект, одна из частей вытянута». Галактика относится к Компактной группе Хиксона 31. Несмотря на плотное окружение, галактика не сильно искажена воздействием окружающих галактик, хотя в ней идёт вспышка звездообразования.
Этот объект не входит в число перечисленных в оригинальной редакции «Нового общего каталога» и был добавлен позднее.